# A Hajdúszoboszlói SE 2024–2025-ös szezonja
Ez a szócikk a Hajdúszoboszlói SE 2024–2025-ös szezonjáról szól, melyben a csapat Aqua-Generál Hajdúszoboszló néven szerepelt. A csapat a 2024–2025-ös szezonban a Hajdú-Bihar vármegyei labdarúgó-bajnokság első osztályában indult. A klub fennállásának ekkor volt a 112. évfordulója. A Vármegyei Kupa küzdelmeibe az 1. fordulóban kapcsolódott be a csapat.
A bajnoki szezont végül 1 ponttal lemaradva a Hajdúnánás csapatától, a második helyen zárta az együttes. A bajnokság góllövőlistájának élén az Aqua-Generál Hajdúszoboszló csatára, Tóth Lajos András végzett 36 találattal.

## Játékoskeret
Utolsó módosítás: 2024. március 22.
| #  |     | Poszt | Név                |
| -- | --- | ----- | ------------------ |
| 1  | HUN | K     | Dóró Krisztián     |
| 4  | HUN |       | Baranyi Levente    |
| 6  | HUN |       | Kónya Csaba        |
| 7  | HUN |       | Tóth Lajos András  |
| 8  | HUN |       | Székelyhidi Sándor |
| 10 | HUN |       | Plókai Gergő       |
| 11 | HUN |       | Bucz Bence         |
| 12 | HUN |       | Bánhegyi Zoltán    |
| 13 | HUN |       | Dobi Bence Máté    |
| 14 | HUN |       | Bakonyi Máté       |
| 16 | HUN |       | Szathmári Zsolt    |

| #  |     | Poszt | Név                     |
| -- | --- | ----- | ----------------------- |
| 17 | HUN |       | Goncalves Immánuel Lévi |
| 20 | HUN |       | Tövisháti Máté János    |
| 22 | HUN |       | Barcza Ádám             |
| 23 | HUN |       | Éles Zoltán             |
| 25 | HUN | K     | Domonkos Dávid          |
| 33 | HUN |       | Gomes Schneider Roberto |
| 39 | HUN |       | Karika Balázs Bence     |
| 60 | HUN |       | Bogár Márk              |
| 77 | HUN |       | Pallagi János           |
| 91 | HUN |       | Drobina Martin Dominik  |

## Vezetőség és szakmai stáb
Utolsó módosítás: 2023. szeptember 1.
| Vezetőség     | Vezetőség        |
| ------------- | ---------------- |
| Ügyvezető     | Markovics Andrea |
| Sportigazgató | Nagy Attila      |

| Edzői stáb | Edzői stáb     |
| ---------- | -------------- |
| Vezetőedző | Szabó László   |
| Kapusedző  | Dóró Krisztián |

| Rehabilitációs stáb | Rehabilitációs stáb |
| ------------------- | ------------------- |
| Masszőr             | Müller Béla         |

## Bajnokság
Ebben a szezonban az Aqua-Generál Hajdúszoboszló csapata a Hajdú-Bihar Vármegyei I. osztályú (negyedosztály) bajnokságban vett részt.

### A bajnokság állása
| Hely. | Csapat                      | M  | Gy | D  | V  | G+  | G–  | Gk   | P  | Továbbjutás vagy kiesés |
| ----- | --------------------------- | -- | -- | -- | -- | --- | --- | ---- | -- | ----------------------- |
| 1.    | Hajdúnánás FK               | 30 | 23 | 4  | 3  | 102 | 28  | +74  | 73 | Területi I. osztályozó  |
| 2.    | Aqua-General Hajdúszoboszló | 30 | 23 | 3  | 4  | 91  | 26  | +65  | 72 |                         |
| 3.    | Hajdúsámsoni TTISZE         | 30 | 21 | 3  | 6  | 92  | 29  | +63  | 66 |                         |
| 4.    | Monostorpályi SE            | 30 | 18 | 7  | 5  | 72  | 31  | +41  | 61 |                         |
| 5.    | Sárréti DSK                 | 30 | 15 | 4  | 11 | 61  | 50  | +11  | 49 |                         |
| 6.    | Berettyóújfalui SE          | 30 | 13 | 10 | 7  | 51  | 34  | +17  | 49 |                         |
| 7.    | Balmazújvárosi FC           | 30 | 15 | 3  | 12 | 59  | 48  | +11  | 48 |                         |
| 8.    | Bestrong SC                 | 30 | 12 | 3  | 15 | 49  | 46  | +3   | 39 |                         |
| 9.    | Debreceni EAC II            | 30 | 12 | 3  | 15 | 67  | 70  | −3   | 39 |                         |
| 10.   | Kabai Meteorit SE           | 30 | 12 | 1  | 17 | 47  | 60  | −13  | 36 |                         |
| 11.   | Létavértes SC ’97           | 30 | 11 | 5  | 14 | 60  | 64  | −4   | 33 |                         |
| 12.   | Nyíradony VVTK              | 30 | 9  | 5  | 16 | 33  | 63  | −30  | 32 |                         |
| 13.   | Bocskai SE Vámospércs       | 30 | 8  | 6  | 16 | 51  | 78  | −27  | 30 |                         |
| 14.   | Hajdúböszörményi TE         | 30 | 7  | 6  | 17 | 36  | 73  | −37  | 27 |                         |
| 15.   | Egyeki SBSE                 | 30 | 2  | 8  | 20 | 32  | 101 | −69  | 14 | Vármegyei II. osztály   |
| 16.   | Téglás VSE                  | 30 | 1  | 5  | 24 | 22  | 124 | −102 | 8  | Vármegyei II. osztály   |

1. ↑  A Kabai Meteorit SE csapatától 1 büntetőpont levonva
2. ↑  A Létavértes SC '97 csapatától 5 büntetőpont levonva

### Mérkőzések
Győzelem
      Döntetlen
      Vereség

#### Őszi szezon
A fordulók hivatalos játéknapja szombat.
| 2024. augusztus 10. 1. | AG Hajdúszoboszló | 6–1               | Hajdúböszörmény   | Hajdúszoboszló                                                       |  |
| 17:00 | - Kónya (1–0) 7' - Bányász (2–0) 29' - Tóth L. (3–0) 33' (11-esből) - Jámbor (4–0) 57' - Tóth L. (5–0) 68' - Tóth S. (6–1) 88' | (3–0) Jegyzőkönyv | - 86' (5–1) Bagdi | Stadion: Bocskai Sporttelep Nézőszám: 200 Játékvezető: Takács István |  |
| Megjegyzés: HSE: Domonkos — Kónya, Székelyhidi (Hajdu 64'), Tóth L., Gomes Schneider, Bányász (Tóth S. 79'), Szathmári, Bogár (Bordán 64'), Éles (Potor 46'), Karika (Baranyi 79'), Jámbor (Pallagi 80') • Vezetőedző: Szabó László | |                   |                   |                                                                      |  |

| 2024. augusztus 17. 2. | Kaba                                                  | 1–2               | AG Hajdúszoboszló                                                            | Kaba                                                              |  |
| 17:00 | - Molnár Cs. 27' - Molnár Cs. (1–2) 82' - Nagy J. 86′ | (0–2) Jegyzőkönyv | - Tóth L. (0–1) 1' - Tóth L. (0–2) 20' (11-esből) - Bogár 53' - Domonkos 87' | Stadion: Kabai sportpálya Nézőszám: 120 Játékvezető: Szűcs László |  |
| Megjegyzés: HSE: Domonkos — Kónya, Székelyhidi, Tóth L. (Balajti 90+2'), Gomes Schneider (Goncalves 68'), Tóth S. (Bordán 63'), Szathmári, Bogár, Karika (Baranyi 77'), Jámbor (Fábián 86'), Pallagi (Potor 70') • Vezetőedző: Szabó László |                                                       |                   |                                                                              |                                                                   |  |

| 2024. augusztus 23. 3. | AG Hajdúszoboszló                                  | 2–2               | DEAC II                                               | Hajdúszoboszló                                                       |  |
| 19:30 | - Tóth L. (1–0) 4' - Kónya (2–1) 88' - Pallagi 54' | (0–1) Jegyzőkönyv | - Sinyi (1–1) 14' - Kiss M. (2–2) 90+5' - Grecskó 28' | Stadion: Bocskai Sporttelep Nézőszám: 120 Játékvezető: Takács István |  |
| Megjegyzés: HSE: Domonkos — Kónya, Székelyhidi (Bordán 82'), Tóth L. (Balajti 90+3'), Gomes Schneider, Jámbor (Hajdu 82'), Szathmári, Bogár, Karika (Goncalves 89'), Bányász (Tóth S. 65'), Pallagi (Potor 60') • Vezetőedző: Szabó László |                                                    |                   |                                                       |                                                                      |  |

| 2024. augusztus 31. 4. | Vámospércs                                                                                          | 1–3               | AG Hajdúszoboszló | Vámospércs                                                             |  |
| 17:00 | - Károlyi 42' - Kolompár 44' - Kolompár K. (1–1) 47' - Kiss T. 66' - Szabó K. 88' - Kolompár J. 90' | (0–1) Jegyzőkönyv | - Tóth L. (0–1) 41' (11-esből) - Kónya (1–2) 54' - Jámbor 76' - Tóth L. (1–3) 82' (11-esből) - Kónya 85' - Éles 90+1' | Stadion: Vámospércsi sportpálya Nézőszám: 200 Játékvezető: Nagy László |  |
| Megjegyzés: HSE: Domonkos — Kónya, Székelyhidi (Hajdu 56'), Tóth L., Gomes Schneider, Bányász (Éles 56'), Tóth S. (Bordán 56'), Szathmári, Bogár, Jámbor (Potor 85'), Pallagi • Vezetőedző: Szabó László | |                   | |                                                                        |  |

| 2024. szeptember 7. 5. | AG Hajdúszoboszló     | 0–1               | Hajdúnánás                                                | Hajdúszoboszló                                                      |  |
| 15:30 | - Gomes Schneider 11' | (0–1) Jegyzőkönyv | - Pelles (0–1) 7' - Bohács 10' - Pelles 20' - Tóth B. 77' | Stadion: Bocskai Sporttelep Nézőszám: 180 Játékvezető: Szűcs László |  |
| Megjegyzés: HSE: Domonkos — Kónya, Potor (Tóth S. 63'), Székelyhidi (Fábián 63'), Tóth L., Gomes Schneider, Szathmári, Hajdu (Karika 46'), Bogár, Bányász (Bordán 46'), Pallagi • Vezetőedző: Szabó László |                       |                   |                                                           |                                                                     |  |

| 2024. szeptember 14. 6. | AG Hajdúszoboszló                                                                | 2–1               | Balmazújváros                                               | Hajdúszoboszló                                                       |  |
| 15:30 | - Karika (1–0) 31' - Karika 68' - Tóth L. 71' - Karika (2–1) 85' - Tóth S. 90+2' | (1–0) Jegyzőkönyv | - Sallai (1–1) 51' - Csatári 53' - Sallai 73' - Somogyi 82' | Stadion: Bocskai Sporttelep Nézőszám: 150 Játékvezető: Gálfi Flórián |  |
| Megjegyzés: HSE: Domonkos — Kónya, Potor, Székelyhidi, Tóth L., Gomes Schneider (Tóth S. 61'), Szathmári, Hajdu (Bordán 61'), Bogár, Karika, Pallagi (Dobi 77') • Vezetőedző: Szabó László |                                                                                  |                   |                                                             |                                                                      |  |

| 2024. szeptember 21. 7. | Hajdúsámson                                                                                              | 2–0               | AG Hajdúszoboszló       | Hajdúsámson                                                           |  |
| 15:00 | - Nagy I. 34' - Kónya M. 41' - Szabó P. 45' - Nagy J. (1–0) 60' 65' - Éles M. 89' - Győri R. (2–0) 90+5' | (0–0) Jegyzőkönyv | - Potor 72' - Hajdu 88' | Stadion: Hajdúsámsoni sportpálya Nézőszám: Játékvezető: Takács István |  |
| Megjegyzés: HSE: Domonkos — Kónya, Székelyhidi (Potor 68'), Tóth L., Gomes Schneider, Szathmári, Éles (Hajdu 68'), Bogár, Karika (Bányász 68'), Jámbor, Pallagi • Vezetőedző: Szabó László | |                   |                         |                                                                       |  |

| 2024. szeptember 28. 8. | AG Hajdúszoboszló                                                             | 1–1               | Berettyóújfalu                                                                                  | Hajdúszoboszló                                                       |  |
| 15:00 | - Tóth L. (1–0) 16' - Karika 64' - Jámbor 70' - Pallagi 70' - Szathmári 90+2' | (1–1) Jegyzőkönyv | - I. Nagy (1–1) 18' - Ertsey 31' - D. Duró 70′ - Csordás 89' - Sz. Magyar 90+1′ - Virányi 90+1' | Stadion: Bocskai Sporttelep Nézőszám: 100 Játékvezető: Karsai Bálint |  |
| Megjegyzés: HSE: Domonkos — Éles, Kónya, Potor (Pallagi 66'), Tóth L., Gomes Schneider (Tóth S. 66'), Jámbor, Szathmári, Bogár, Karika, Bányász (Hajdu 46') • Vezetőedző: Szabó László |                                                                               |                   |                                                                                                 |                                                                      |  |

| 2024. október 5. 9. | Létavértes                               | 0–0         | AG Hajdúszoboszló                                            | Létavértes                                                                 |  |
| 14:00 | - M. Szabó 11' - Juhász 25' - Rostás 64' | Jegyzőkönyv | - Kónya 30' - Pallagi 66' - Éles 69' - Bordán 89' (kispadon) | Stadion: Létavértesi sportcentrum Nézőszám: 100 Játékvezető: Gulyás Sándor |  |
| Megjegyzés: HSE: Domonkos — Kónya, Potor, Székelyhidi, Tóth L., Jámbor, Tóth S., Szathmári, Éles, Karika (Baranyi 83'), Pallagi • Vezetőedző: Szabó László |                                          |             |                                                              |                                                                            |  |

| 2024. október 12. 10. | AG Hajdúszoboszló | 7–1               | Téglás                                                   | Hajdúszoboszló                                                     |  |
| 14:00 | - Tóth L. (1–0) 8' (11-esből) - Gomes Schneider (2–0) 39' - Kónya (3–1) 49' - Szathmári 64' - Karika (4–1) 65' - Tóth L. (5–1) 69' (11-esből) - Kónya (6–1) 74' - Oláh 84′ - Fábián (7–1) 88' | (2–1) Jegyzőkönyv | - Beszeda 43' - Hevesi (2–1) 45' - Csapó 68' - Fejes 78' | Stadion: Bocskai Sporttelep Nézőszám: 100 Játékvezető: Nazsa Tamás |  |
| Megjegyzés: HSE: Domonkos (Oláh 77') — Kónya, Potor (Tóth S. 63'), Székelyhidi (Fábián 63'), Tóth L., Gomes Schneider, Szathmári (Baranyi 65'), Goncalves (Hajdu szünetben), Éles, Karika (Békési 77'), Pallagi (Bordán 77') • Vezetőedző: Szabó László | |                   |                                                          |                                                                    |  |

| 2024. október 19. 11. | Monostorpályi                                                                                  | 3–0               | AG Hajdúszoboszló                     | Monostorpályi                                                          |  |
| 13:30 | - Ménes (1–0) 27' - Füzfői (2–0) 28' - Bojti 30' - Gyügyei 48' - Füzfői (3–0) 80' - Füzfői 86' | (2–0) Jegyzőkönyv | - Karika 15' - Éles 45' - Tóth S. 77' | Stadion: Vágó András Sportpálya Nézőszám: 100 Játékvezető: Szabó Péter |  |
| Megjegyzés: HSE: Domonkos — Kónya, Székelyhidi (Fábián szünetben), Tóth L. (Bordán 82'), Gomes Schneider (Goncalves 81'), Jámbor (Tóth S. szünetben), Szathmári, Éles, Bogár (Baranyi 67'), Karika (Potor szünetben), Pallagi • Vezetőedző: Szabó László |                                                                                                |                   |                                       |                                                                        |  |

| 2024. október 25. 12. | AG Hajdúszoboszló | 8–0               | Egyek     | Hajdúszoboszló                                                         |  |
| 18:30 | - Tóth L. (1–0) 14' - Tóth L. (2–0) 19' - Tóth L. (3–0) 22' (11-esből) - Karika (4–0) 37' - Karika (5–0) 45' - Bordán (6–0) 59' - Tóth L. (7–0) 77' - Tóth S. (8–0) 87' | (5–0) Jegyzőkönyv | - Kun 30' | Stadion: Bocskai Sporttelep Nézőszám: 100 Játékvezető: Dr. Kiss Attila |  |
| Megjegyzés: HSE: Domonkos — Kónya (Goncalves 41'), Székelyhidi (Tóth S. 76'), Tóth L., Gomes Schneider, Bordán (Fábián 76'), Szathmári (Baranyi 60'), Éles, Bogár (Jámbor szünetben), Karika (Hajdu 60'), Pallagi (Békési 81') • Vezetőedző: Szabó László | |                   |           |                                                                        |  |

| 2024. november 3. 13. | Nyíradony                                 | 0–3               | AG Hajdúszoboszló                                                   | Nyíradony                                                                        |  |
| 13:30 | - Bacskai 29' - Pozsák 39' - Rézműves 77' | (0–2) Jegyzőkönyv | - Jámbor (1–0) 5' - Tóth L. (2–0) 40' (11-esből) - Bordán (3–0) 61' | Stadion: Nyíradonyi városi sporttelep Nézőszám: 80 Játékvezető: Hetrovics Roland |  |
| Megjegyzés: HSE: Domonkos — Baranyi (Goncalves 81'), Tóth L. (Fábián 88'), Gomes Schneider, Bordán, Jámbor (Tóth S. 84'), Szathmári, Éles, Bogár, Karika (Hajdu 81'), Pallagi • Vezetőedző: Szabó László |                                           |                   |                                                                     |                                                                                  |  |

| 2024. november 9. 14. | AG Hajdúszoboszló                                                     | 1–0               | Sárrétudvari                                       | Hajdúszoboszló                                                    |  |
| 13:30 | - Jámbor 58' - Pallagi 65' - Karika (1–0) 74' - Gomes Schneider 90+1' | (0–0) Jegyzőkönyv | - Szőke 45' - Hári 47' - Kiss D. 52' - Kiss N. 86′ | Stadion: Bocskai Sporttelep Nézőszám: 110 Játékvezető: Hajdú Imre |  |
| Megjegyzés: HSE: Domonkos — Baranyi, Tóth L. (Fábián 90+1'), Gomes Schneider, Bordán (Hajdu 67'), Szathmári, Jámbor (Dobi 88'), Éles (Goncalves 33'), Bogár, Karika, Pallagi (Székelyhidi 67') • Vezetőedző: Szabó László |                                                                       |                   |                                                    |                                                                   |  |

| 2024. november 16. 15. | Bestrong                                                                              | 1–2   | AG Hajdúszoboszló                                                                        | Debrecen                                                                  |  |
| 13:00 | - Hegedűs 29' - Berki 41' - Haraszin (1–2) 51' - Haraszin 57' - Sallai 71' - Áros 85' | (0–2) | - Bordán (0–1) 10' - Bogár 19' - Éles (0–2) 22' - Pallagi 80' - Jámbor 85′ - Potor 90+2' | Stadion: Bestrong sportkomplexum Nézőszám: 80 Játékvezető: Czibere Bálint |  |
| Megjegyzés: HSE: Domonkos — Baranyi (Székelyhidi 70'), Tóth L. (Fábián 90+2'), Gomes Schneider, Bordán (Dobi 79'), Jámbor, Szathmári, Hajdu (Karika 70'), Éles, Bogár, Pallagi (Potor 82') • Vezetőedző: Szabó László |                                                                                       |       |                                                                                          |                                                                           |  |

#### Tavaszi szezon
| 2025. február 22. 16. | Hajdúböszörmény | 0–6               | AG Hajdúszoboszló | Hajdúböszörmény                                                       |  |
| 14:00 | - Koszta 34'    | (0–5) Jegyzőkönyv | - Bárány (0–1) 1' - Tóth L. (0–2) 17' - Tóth L. (0–3) 21' (11-esből) - Bárány (0–4) 27' - Szathmári (0–5) 38' - Tóth L. (0–6) 82' - Goncalves 82' | Stadion: Városi Sportközpont Nézőszám: 120 Játékvezető: Karsai Bálint |  |
| Megjegyzés: HSE: Domonkos (Oláh Z. 78') — Kónya, Székelyhidi, Tóth L., Gomes Schneider (Hajdu 71'), Szathmári (Potor 78'), Goncalves (Baranyi 78'), Éles, Bogár (Fábián 85'), Karika (Bordán 71'), Bárány (Békési 85') • Vezetőedző: Szabó László |                 |                   | |                                                                       |  |

| 2025. március 1. 17. | AG Hajdúszoboszló | 6–1               | Kaba                                                         | Hajdúszoboszló                                                      |  |
| 14:30 | - Tóth L. (1–1) 37' - Bárány B. (2–1) 45+1' - Karika (3–1) 50' - Tóth L. (4–1) 66' - Tóth L. (5–1) 73' - Székelyhidi (6–1) 79' - Orbán 86' | (2–1) Jegyzőkönyv | - Szőke (0–1) 19' - Tóth P. 52' - Molnár Cs. 57' - Furkó 76' | Stadion: Bocskai Sporttelep Nézőszám: 120 Játékvezető: Varga György |  |
| Megjegyzés: HSE: Domonkos — Kónya, Székelyhidi, Tóth L., Gomes Schneider (Potor 74'), Szathmári (Baranyi 74'), Goncalves (Bordán 31'), Bogár, Karika (Fábián 83'), Pallagi, Bárány (Orbán 83') • Vezetőedző: Szabó László | |                   |                                                              |                                                                     |  |

| 2025. március 8. 18. | DEAC II.                     | 1–5               | AG Hajdúszoboszló | Debrecen                                                                           |  |
| 15:00 | - Vass 79' - Wente (1–5) 83' | (0–3) Jegyzőkönyv | - Bárány B. (0–1) 12' - Tóth L. (0–2) 27' - Tóth L. (0–3) 30' - Bárány B. (0–4) 42' - Szathmári 71' - Tóth L. (0–5) 75' | Stadion: Debreceni Egyetemi AC Sporttelep Nézőszám: 150 Játékvezető: Muszka Zoltán |  |
| Megjegyzés: HSE: Domonkos — Kónya, Székelyhidi (Goncalves 73'), Tóth L., Gomes Schneider, Szathmári (Potor 79'), Éles (Fábián 86'), Bogár, Karika (Baranyi 76'), Pallagi, Bárány (Orbán 90') • Vezetőedző: Szabó László |                              |                   | |                                                                                    |  |

| 2025. március 14. 19. | AG Hajdúszoboszló | 7–1               | Vámospércs                                                       | Hajdúszoboszló                                                                      |  |
| 18:00 | - Bárány B. (1–0) 4' - Tóth L. (2–0) 15' (11-esből) - Pallagi 27' - Bárány B. (3–0) 35' - Bárány B. (4–0) 36' - Székelyhidi 51' - Tóth L. (5–0) 64' - Tóth L. (6–0) 71' - Bárány B. (7–1) 78' | (4–0) Jegyzőkönyv | - Szabó K. 40' - Kolompár (6–1) 73' - Kolompár 88' - Nagy O. 90' | Stadion: Bocskai Sporttelep (Műfüves pálya) Nézőszám: 80 Játékvezető: Juhász Dániel |  |
| Megjegyzés: HSE: Domonkos (Oláh Z. 67') — Kónya, Székelyhidi (Baranyi 67'), Tóth L., Gomes Schneider, Szathmári (Fábián 85'), Éles (Goncalves 67'), Bogár (Bordán szünetben), Karika (Orbán 85'), Pallagi (Potor szünetben), Bárány • Vezetőedző: Szabó László | |                   |                                                                  |                                                                                     |  |

| 2025. március 22. 20. | Hajdúnánás                                                                                    | 0–3               | AG Hajdúszoboszló                                                                          | Hajdúnánás                                                             |  |
| 15:00 | - Papp N. 45′ - Lőrincz 56' - Pelles 57' - Ujvári 58' - Virág 69' - Papp K. 79′ - Lakatos 81' | (0–2) Jegyzőkönyv | - Kónya (0–1) 28' - Szathmári (0–2) 43' - Karika 50' - Tóth L. (0–3) 63' - Székelyhidi 79' | Stadion: Hajdúnánási Sporttelep Nézőszám: 160 Játékvezető: Nazsa Tamás |  |
| Megjegyzés: HSE: Domonkos — Kónya, Potor, Székelyhidi (Baranyi 79'), Tóth L., Gomes Schneider, Szathmári, Éles (Dobi 88'), Bogár, Karika (Bordán 73'), Bárány (Goncalves 88') • Vezetőedző: Szabó László |                                                                                               |                   |                                                                                            |                                                                        |  |

| 2025. március 29. 21. | Balmazújváros                                                            | 1–0               | AG Hajdúszoboszló                     | Balmazújváros                                                                          |  |
| 15:00 | - Sallai 10' - Somogyi 50' - Kerekes (1–0) 54' - Nagy L. 63' - Rákos 69' | (0–0) Jegyzőkönyv | - Gomes Schneider 31' - Szathmári 66' | Stadion: Balmazújvárosi Utánpótlás Sporttelep Nézőszám: 100 Játékvezető: Faragó Ferenc |  |
| Megjegyzés: HSE: Domonkos — Kónya (Bordán 46'), Potor, Székelyhidi (Bányász 78'), Tóth L., Gomes Schneider, Szathmári, Goncalves, Éles, Karika, Bárány • Vezetőedző: Szabó László |                                                                          |                   |                                       |                                                                                        |  |

| 2025. április 5. 22. | AG Hajdúszoboszló                                                                             | 2–1               | Hajdúsámson                                                       | Hajdúszoboszló                                                           |  |
| 15:30 | - Bárány (1–0) 3' - Domonkos 8' - Pallagi 38' - Bárány (2–1) 48' - Szathmári 60' - Bárány 78' | (1–1) Jegyzőkönyv | - Nagy J. (1–1) 9' (11-esből) - Győri 17' - Éles 35' - Bordás 41' | Stadion: Bocskai Sporttelep Nézőszám: 150 Játékvezető: Forgács Krisztián |  |
| Megjegyzés: HSE: Domonkos — Kónya, Székelyhidi (Dobi 85'), Tóth L. (Orbán 90'), Gomes Schneider, Szathmári, Éles (Potor 46'), Bogár, Bányász (Bordán 46'), Pallagi, Bárány (Goncalves 80') • Vezetőedző: Szabó László |                                                                                               |                   |                                                                   |                                                                          |  |

| 2025. április 12. 23. | BUSE                                                                                 | 1–2               | AG Hajdúszoboszló                                    | Berettyóújfalu                                                             |  |
| 15:30 | - Dúró (1–0) 8' - Szatmári 12' - Virányi 34' - Ertsey 39' - Békési 45' - Csordás 83' | (1–1) Jegyzőkönyv | - Karika 20' - Bárány (1–1) 26' - Bárány (1–2) 90+5' | Stadion: Berettyóújfalui Sportpálya Nézőszám: 120 Játékvezető: Szabó Péter |  |
| Megjegyzés: HSE: Domonkos — Kónya, Tóth L. (Orbán 90+6'), Gomes Schneider, Goncalves (Fábián 85'), Pallagi, Éles, Bogár, Karika (Bordán 46'), Bányász (Potor 63' 80' (Dobi 80')), Bárány (Baranyi 90+6') • Vezetőedző: Szabó László |                                                                                      |                   |                                                      |                                                                            |  |

| 2025. április 19. 24. | AG Hajdúszoboszló | 6–1               | Létavértes                        | Hajdúszoboszló                                                       |  |
| 16:00 | - Éles (1–0) 10' - Szathmári (2–0) 22' - Kónya (3–1) 46' - Tóth L. (4–1) 53' - Tóth L. (5–1) 61' - Bányász (6–1) 61' | (2–1) Jegyzőkönyv | - Ujvárosi 21' - Kontor (2–1) 37' | Stadion: Bocskai Sporttelep Nézőszám: 135 Játékvezető: Muszka Zoltán |  |
| Megjegyzés: HSE: Domonkos (Oláh Z. 83') — Kónya, Pallagi (Goncalves 76'), Tóth L., Gomes Schneider, Bordán (Dobi 76'), Szathmári (Baranyi 76'), Éles (Orbán 83'), Bogár, Bányász, Bárány (Fábián 83') • Vezetőedző: Szabó László | |                   |                                   |                                                                      |  |

| 2025. április 26. 25. | Téglás                                       | 1–2               | AG Hajdúszoboszló                                           | Téglás                                                              |  |
| 16:00 | - Sigér S. (1–0) 30' - Lovas 39' - Dudás 47' | (1–1) Jegyzőkönyv | - Szathmári (1–1) 39' - Tóth L. (1–2) 52' - Bárány B. 90+3' | Stadion: Téglási Sportpálya Nézőszám: 140 Játékvezető: Varga György |  |
| Megjegyzés: HSE: Domonkos — Kónya, Gomes, Szathmári, Bányász (Potor 57'), Bordán (Dobi 66'), Éles, Bogár, Pallagi (Fábián 81'), Bárány (Baranyi 57'), Tóth L. (Békési 86' • Vezetőedző: Szabó László |                                              |                   |                                                             |                                                                     |  |

| 2025. május 3. 26. | AG Hajdúszoboszló                                                       | 1–0               | Monostorpályi                        | Hajdúszoboszló                                                       |  |
| 16:30 | - Bogár 14' - Éles (1–0) 40' - Bárány 42' - Kónya 71' - Szathmári 90+3' | (1–0) Jegyzőkönyv | - Ménes 35' - Csörgő 44' - Batta 47' | Stadion: Bocskai Sporttelep Nézőszám: 160 Játékvezető: Kosztyu János |  |
| Megjegyzés: HSE: Domonkos — Kónya, Tóth L. (Baranyi 87'), Bordán (Bányász 58'), Szathmári, Goncalves, Éles, Bogár, Karika (Potor 90'), Pallagi, Bárány (Dobi 71') • Vezetőedző: Szabó László |                                                                         |                   |                                      |                                                                      |  |

| 2025. május 10. 27. | Egyek                        | 1–5               | AG Hajdúszoboszló                                                                            | Egyek                                                                   |  |
| 16:30 | - Kun 40' - Juhász (1–5) 58' | (0–5) Jegyzőkönyv | - Éles (1–0) 7' - Karika (2–0) 18' - Karika (3–0) 29' - Bordán (4–0) 34' - Tóth L. (5–0) 40' | Stadion: Egyeki Sportpálya Nézőszám: 100 Játékvezető: Forgács Krisztián |  |
| Megjegyzés: HSE: Domonkos — Éles, Kónya (Fábián 46'), Potor, Tóth L., Gomes (Goncalves 46'), Bordán, Szathmári (Orbán 80'), Bogár, Karika, Pallagi (Békési 53') • Vezetőedző: Szabó László |                              |                   |                                                                                              |                                                                         |  |

| 2025. május 17. 28. | AG Hajdúszoboszló                                                           | 2–1               | Nyíradony         | Hajdúszoboszló                                                    |  |
| 18:00 | - Perényi (1–0) 6' (öngól) - Karika 52' - Tóth L. (2–1) 69' - Szathmári 85' | (1–0) Jegyzőkönyv | - Rózsa (1–1) 58' | Stadion: Bocskai Sporttelep Nézőszám: 135 Játékvezető: Hajdú Imre |  |
| Megjegyzés: HSE: Domonkos — Kónya, Potor (Dobi 26'), Tóth L., Gomes, Bordán (Bányász 62'), Szathmári, Éles, Bogár (Goncalves 62'), Karika, Bárány • Vezetőedző: Szabó László |                                                                             |                   |                   |                                                                   |  |

| 2025. május 24. 29. | Sárrétudvari                                   | 1–4               | AG Hajdúszoboszló                                                                                   | Sárrétudvari                                                                 |  |
| 17:00 | - Kántor 49' - Nagy L. 56' - Nagy K. (1–4) 69' | (0–0) Jegyzőkönyv | - Kónya 42' - Éles (0–1) 47' - Bárány (0–2) 48' - Bárány (0–3) 59' - Bárány 60' - Tóth L. (0–4) 63' | Stadion: Sárrétudvari Sporttelep Nézőszám: 90 Játékvezető: Forgács Krisztián |  |
| Megjegyzés: HSE: Domonkos (Oláh Z. 86') — Kónya, Tóth L., Gomes (Fábián 84'), Bordán (Baranyi 77'), Szathmári, Éles (Potor 77'), Bogár, Bányász (Dobi 77'), Pallagi, Bárány (Goncalves 84') • Vezetőedző: Szabó László |                                                |                   | |                                                                              |  |

| 2025. május 31. 30. | AG Hajdúszoboszló                                                                 | 3–0               | Bestrong                                                   | Hajdúszoboszló                                                     |  |
| 17:00 | - Bárány (1–0) 44' - Tóth L. (2–0) 66' - Tóth L. (3–0) 68' - Kónya 17' - Éles 23' | (1–0) Jegyzőkönyv | - Barabás 27' - Balogh B. 42' - Haraszin 44' - Hegedűs 77' | Stadion: Bocskai Sporttelep Nézőszám: 180 Játékvezető: Sovány Liza |  |
| Megjegyzés: HSE: Domonkos (Oláh Z. 86') — Kónya (Goncalves 70'), Tóth L. (Békési 86'), Gomes, Bordán (Dobi 66'), Szathmári, Éles, Bogár, Bányász (Potor 57'), Pallagi (Fábián 81'), Bárány (Baranyi 57') • Vezetőedző: Szabó László |                                                                                   |                   |                                                            |                                                                    |  |

## Vármegyei Kupa
A Vármegyei Kupa 2024–2025-ös kiírásából a MOL Magyar Kupa 2025–2026-os kiírás küzdelmeibe lehet kvalifikálni. Az Aqua Generál Hajdúszoboszló csapata a Vármegyei Kupa 1. fordulójában kapcsolódott be a küzdelmekbe.
      Győzelem
      Döntetlen
      Vereség
| 2024. augusztus 3., szombat 1. forduló | AG Hajdúszoboszló                                               | 2–1               | Kaba                                                       | Hajdúszoboszló                                       |  |
| 17:00                                  | - Tóth L. (1–0) 22' - Tóth L. (2–0) 48' (11-esből) - Bordán 75' | (1–0) Jegyzőkönyv | - 57' (2–1) Plókai - 70' Plókai - 83' Tóth I. - 86' Molnár | Stadion: Bocskai Sporttelep Játékvezető: Goneth Béla |  |

| 2025. március 18., kedd 2. forduló | Nyíradony                                                                                            | 1–2         | AG Hajdúszoboszló                                                                                          | Nyíradony                                                             |  |
| 15:00                              | - Perényi 45' - Szabó B. 45' - Makkai (1–2) 56' - Buka 60' - Gyurina 69' - Németi 79' - Halász 90+4' | Jegyzőkönyv | - 7' (0–1) Tóth L. - 22' Bogár - 41' (11-esből) (0–2) Tóth L. - 47' Pallagi - 71' Székelyhidi - 85' Bárány | Stadion: Nyíradonyi Európa park Sporttelep Játékvezető: Rizán Zsombor |  |

| 2025. április 15., kedd 3. forduló | AG Hajdúszoboszló                                                                                                 | 5–0               | Hajdúböszörmény | Hajdúszoboszló                                         |  |
| 18:00                              | - Bárány (1–0) 9' - Zubora (2–0) 32' (öngól) - Tóth L. (3–0) 62' (11-esből) - Bárány (4–0) 71' - Fábián (5–0) 82' | (2–0) Jegyzőkönyv |                 | Stadion: Bocskai Sporttelep Játékvezető: Juhász Dániel |  |

| 2025. május 6., kedd 4. forduló | AG Hajdúszoboszló                                                              | 4–2               | Monostorpályi                                                                                           | Hajdúszoboszló                                         |  |
| 18:00                           | - Bányász (1–0) 34' - Tóth L. (2–0) 37' - Kónya (3–2) 76' - Bordán (4–2) 90+2' | (2–1) Jegyzőkönyv | - 42' (2–1) Csörgő - 57' Bojti - 66' (2–2) Csörgő - 68' Gyügyei - 82' Batta - 84' Pataki - 90+3′ Nyilas | Stadion: Bocskai Sporttelep Játékvezető: Gulyás Sándor |  |

| 2025. június 7., szombat 5. forduló | AG Hajdúszoboszló                              | 2–2 (h.u.) (büntetőkkel: 3–2) | Sárrétudvari                          | Hajdúszoboszló                                                      |  |
| 16:00                               | - Kónya (1–2) 62' - Kónya (2–2) 76' (11-esből) | (0–2) Jegyzőkönyv             | - Szőke (0–1) 40' - Kiss D. (0–2) 48' | Stadion: Bocskai Sporttelep Nézőszám: 200 Játékvezető: Nagy Norbert |  |
|                                     |                                                | Büntetők                      |                                       |                                                                     |  |
| - Tóth L. - Karika - Kónya          |                                                | - Kiss D. - Nagy K.           |                                       |                                                                     |  |